# 赫尔奈
赫尔奈是巴基斯坦俾路支省哈奈县的首府。赫尔奈周邊城鎮有济亚拉特、Loralai和省會奎達。當地人口主要是普什图人，其次是俾路支人。镇上使用的语言是Wanetsi。Wanetsi是一种独特而古老的普什图语方言。该镇还有一个人口稀少的部落，名为Wanechi。此外该镇還有Marri、Baloch等部落。